# ناحیه ولی، شهرستان ناکس، نبراسکا
ناحیه ولی، شهرستان ناکس، نبراسکا (به انگلیسی: Valley Township, Knox County, Nebraska) یک سکونتگاه مسکونی در ایالات متحده آمریکا است که در شهرستان ناکس، نبراسکا واقع شده‌است.

## خصوصیات
ولی تونشیپ ۹۲٫۷۶ کیلومترمربع مساحت و ۲۱۴ نفر جمعیت دارد و ۴۹۹ متر بالاتر از سطح دریا واقع شده‌است.